# 100 mètres féminin aux championnats du monde d'athlétisme 2003
Navigation
Edmonton 2001 Helsinki 2005
L'épreuve du 100 mètres féminin des championnats du monde d'athlétisme 2003 s'est déroulée les 23 et 24 août 2003 au Stade de France à Saint-Denis, en France. Elle est remportée par l'Américaine Torri Edwards dans le temps de 10 s 93 après disqualification pour dopage de la première de la course, l'Américaine Kelli White.
En l'absence de Marion Jones pour cause de maternité, la course est dans un premier temps remportée par Kelli White. Six jours plus tard, celle-ci, après avoir également obtenu le titre sur 200 m, est positive au modafinil. Elle explique qu'elle est atteinte de narcolepsie et est autorisée à concourir dans les meetings d'après-championnats. Cependant, elle reconnaît en 2004 avoir utilisé de l'EPO durant les trois dernières années. Ses résultats obtenus à Saint-Denis sont alors annulés et, par suite, c'est Torri Edwards qui récupère le titre de championne du monde.
En 2012, Zhanna Block, classée troisième, puis deuxième, est également disqualifiée, des suites de l'affaire Balco.

## Résultats

### Finale
| Rang               | Athlète          | Pays       | Temps   | Réaction | Notes |
| ------------------ | ---------------- | ---------- | ------- | -------- | ----- |
| Médaille d'or      | Torri Edwards    | États-Unis | 10 s 93 | 0 s 133  | PB    |
| Médaille d'argent  | Chandra Sturrup  | Bahamas    | 11 s 02 | 0 s 136  |       |
| Médaille de bronze | Ekateríni Thánou | Grèce      | 11 s 03 | 0 s 219  | SB    |
| 4                  | Christine Arron  | France     | 11 s 06 | 0 s 182  |       |
| 5                  | Aleen Bailey     | Jamaïque   | 11 s 07 | 0 s 205  | PB    |
| 6                  | Gail Devers      | États-Unis | 11 s 11 | 0 s 150  | SB    |
| -                  | Kelli White      | États-Unis |         | 0 s 184  | DQ    |
| -                  | Zhanna Block     | Ukraine    |         | 0 s 160  | DQ    |

### Demi-finales
| Rang | Athlète           | Pays        | Temps   | Notes |
| ---- | ----------------- | ----------- | ------- | ----- |
| 1    | Christine Arron   | France      | 11 s 01 | SB    |
| 2    | Aleen Bailey      | Jamaïque    | 11 s 15 |       |
| 3    | Marina Kislova    | Russie      | 11 s 15 |       |
| 4    | Merlene Ottey     | Slovénie    | 11 s 26 |       |
| 5    | Kim Gevaert       | Belgique    | 11 s 32 |       |
| -    | Lyubov Perepelova | Ouzbékistan |         | DNS   |
| -    | Kelli White       | États-Unis  |         | DQ    |
| -    | Zhanna Block      | Ukraine     |         | DQ    |

| Rang | Athlète          | Pays        | Temps   | Notes |
| ---- | ---------------- | ----------- | ------- | ----- |
| 1    | Chandra Sturrup  | Bahamas     | 11 s 06 |       |
| 2    | Ekateríni Thánou | Grèce       | 11 s 08 | SB    |
| 3    | Torri Edwards    | États-Unis  | 11 s 11 |       |
| 4    | Gail Devers      | États-Unis  | 11 s 12 | SB    |
| 5    | Debbie Ferguson  | Bahamas     | 11 s 27 |       |
| 6    | Mary Onyali      | Nigeria     | 11 s 35 |       |
| 7    | Yuliya Tabakova  | Russie      | 11 s 36 |       |
| 8    | Joice Maduaka    | Royaume-Uni | 11 s 40 |       |